# Sapucaia Velha

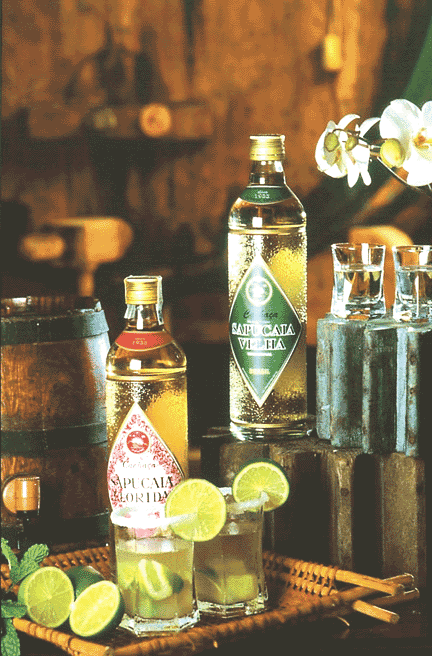
Caipirinha och flaskor med cachaça.

Sapucaia är en cachaça tillverkad i staden Pindamonhangaba i delstaten Sao Paulo i Brasilien.
Sockerrören krossas till en sockerlösning och filtreras. Sockerlösningen jäses sen för att destilleras. Efter destillering lagras cachaçan på ekfat för smakens skull. Drycken innehåller 40,5 % alkohol och lämpar sig väl till att blanda Caipirinha av.